# Brian Vickery
Brian Campbell Vickery (Sídney, 11 de septiembre de 1918 - 17 de octubre de 2009) fue un químico, documentalista e informatólogo británico de origen australiano. Es uno de los máximos teóricos del campo de la Información y Documentación, especialmente en Recuperación de información. Es el padre de la perspectiva informativa de la Documentación.

## Biografía
Nace en Sídney, Australia, pero se traslada primero a El Cairo (Egipto) y en 1931 se establece en Canterbury (Reino Unido). En 1941 se licencia en Química por la Universidad de Oxford y trabaja desde 1941 a 1945 en la Royal Ordnance Factory en Bridgwater como químico durante la Segunda Guerra Mundial. Durante el binomio 1945-1946 como editor de Industrial Chemist.
En 1946 empieza a trabajar como bibliotecario especializado (futuro documentalista) en Akers Research Laboratories, institución perteneciente a Imperial Chemical Industries, en Welwyn. Permanece allí hasta 1960 que pasa a integrar la plantilla del UK Nacional Lendign Library for Science and Tecnologhy en Boston Spa (Inglaterra), un centro de documentación. En 1964 pasa a la Universidad de Machester como bibliotecario y en 1966 se convierte en director de Aslib, la asociación de documentalistas británicos, hasta 1973. En ese año, ingresa como profesor de Información y Documentación en la Escuela de Biblioteconomía del University College de Londres, institución de la cual llegó a ser director. Desde 1983 es profesor emérito de la Universidad de Londres.

## Obra académica
Brian Vickery fue el primer documentalista teórico en proponer que la Documentación tiene una naturaleza informativa. Estudió las teorías de Calvin Mooers y continúo su labor dentro del campo de Recuperación de información, a la que Vickery denominó búsqueda documental. En 1960 postuló los principios básicos de la Recuperación de información:
- 1.- Establecer normas (internacionales) para utilizar la información de cualquier país.
- 2.- Sistemas de análisis de la información para un acceso rápido. Se preocupa por la búsqueda documental. Lo más importante es la solución de la información y responder a las demandas de los usuarios o de los profesionales de la información.
- 3.- Almacenamiento de la información, el tratamiento: descripción e indización.

Brian Vickery fue pionero en las técnicas modernas de indización por materias. Dilucidó que era necesaria una mente abierta para unificar los principios de indización y de las clasificaciones bibliográficas; es decir, comprender los principios en el análisis de las materias que debemos aplicar en la indización antes de utilizar las diferentes técnicas que existen.
Según Vickery, la información aparece como cuerpo de conocimiento que puede adoptar dos formas:
- 1: Una publicación que cataliza todo documento público o confidencial.
- 2: Una forma personalizada como puedan ser las notas personales. Esta forma puede ser transmitida al usuario de modo directo.

Los usuarios buscan esta información a través de intermediarios, que generalmente son bibliotecas o centros de documentación (a los que Vickery denomina stock), que no guardan todas las publicaciones pero que las da a conocer a través de documentos secundarios como catálogos, bibliografías, resúmenes...
Brian Vickery considera que la búsqueda documental se limita a la operación por la cual, los documentos son escogidos en el stock a petición del usuario. Se basa en la estructura y la utilización de los medios de selección de la información contenida en un stock para resolver preguntas. Para Vickery, un stock es un conjunto de información documentaria y que puede ser: biblioteca, índice de libro, catálogo de biblioteca, selector mecánico, ordenador...
En 1987, Brian y Alina Vickery postulan el contenido de la investigación en ciencia de la Información:
- A.- Cuestiones relacionadas con la comunicación de la información en ciencia y tecnología; denominada información de la ciencia.
- B.- Uso de las tecnologías o tecnología de la información.
- C.- Estudio de los sistemas de información.
- D.- El estudio científico de la transmisión de información en el medio social, o Information Science como disciplina académica.

Brian Vickery también propuso el término information scientist, traducido al español como científico de la información o informatólogo para los documentalistas que investigasen en Información y Documentación. Vickery ha sido de los primeros investigadores en tratar las ontologías en el campo de la Documentación.

## Obras publicadas
Brian Vickery ha publicado numerosas obras y artículos en numerosas revistas. Entre ellas destacan:
- Recent Trends in Special Libraries, 1953
- Classification and Indexing in Science, eds. 1958, 1959, 1975
- Faceted Classification, 1960
- The National Lending Library for Science and Technology, 1960
- On Retrieval System Theory, eds. 1961, 1965
- Faceted Classification Schemes, 1966
- Techniques of Information Retrieval, 1970
- Computer Support for Parliamentary Information Service (with H.East), 1971
- Information Systems, 1973
- The Use of Online Search in Teaching, 1978
- Information System Dynamics (with R.G.Heseltine), 1982
- Information Science in Theory and Practice (with A.Vickery), eds. 1987, 1992, 2004
- Intelligent Intermediary System: reference functional model, 1991
- Online Search Interface Design (with A.Vickery), 1993
- Scientific Communication in History, 2000
- A Long Search for Information, 2004